# Acceptance (Album)
Acceptance ist ein Jazzalbum von Billy Childs. Die vom 7. bis 9. Januar 2020 in den Sear Sound Studios, New York City, entstandenen Aufnahmen erschienen am 28. August 2020 auf Mack Avenue Records.

## Hintergrund
Der Jazzpianist und Komponist Billy Childs nahm Anfang 2020 das Album mit demselben Kernquartett auf, wie bei der Vorgängerproduktion Rebirth (2017), die mit einem Grammy Award ausgezeichnet wurde. Zu diesem Quartett gehörten der Saxophonist Steve Wilson, der Bassist Hans Glawischnig und der Schlagzeuger Eric Harland. Als Gästen bei einzelnen Stücken beteiligt waren die Sängerinnen Alicia Olatuja, Sara Gazarek und Aubrey Johnson, die Perkussionisten Rogerio Boccato und Munyungo Jackson sowie die Flötistin Elena Pinderhughes. In der Titelkomposition verarbeitet Billy Childs den Verlust seiner Eltern, um diesen schließlich zu akzeptieren. Der Standard „It Never Entered My Mind“, gewidmet seinem Freund Mulgrew Miller, der den Titel häufig im Club Clancy’s Crab Shack in Glendale spielte, ist ein Duo von Billy Childs mit Bassist Hans Glawischnig.
Childs spielt auf dem Album auch zwei seiner älteren Kompositionen; eine ist inspiriert von einem Gedicht von Langston Hughes „Quiet Girl“, das Childs auf seinem ersten Album Take For Example This aufgenommen hat. Das zweite Stück, „Twilight Is Upon Us“, ist ein Vokalstück mit der Sängerin Aubrey Johnson. Beeinflusst ist das Stück von Egberto Gismonti, dem Mahavishnu Orchestra und der Pat Metheny Group mit Lyle Mays. Dies war eines der ersten Stücke, die Childs schrieb. Er erzählt: „… Jahre später spielte ich im Jazz Standard in New York, und Aubrey Johnson, die Sängerin auf diesem Track, stellte sich als Sängerin vor, die meine Musik schätzt. Es stellt sich heraus, dass sie auch Lyles Nichte ist, sodass sich der Kreis der Geschichte von "Twilight Is Upon Us" schließt.“

## Titelliste
- Billy Childs: Acceptance (Mack Avenue Music Group MAC 1176)[3]
  1. Dori, 7:34
  2. Acceptance, 7:10
  3. Leimert Park (Billy Childs, Paul Jackson, Mike Clark), 5:57
  4. Do You Know My Name? 6:00
  5. It Never Entered My Mind (Rodgers und Hart), 5:12
  6. Quiet Girl, 6:46
  7. Twilight Is Upon Us (Billy Childs, Hans Glawischnig, Eric Harland, Steve Wilson), 9:15
  8. Oceana, 5:29
- Sofern nicht anders angegeben, stammen alle Kompositionen von Billy Childs.

## Rezeption
Thom Jurek verlieh dem Album in Allmusic vier Sterne und schrieb, Acceptance sei sowohl eine Präsentation der Band als auch eine für Childs’ Stücke. Ihre intime, fast instinktive Kommunikation sei zugleich Visitenkarte und Einladung zum Wagnis.
Nach Ansicht von Olaf Maikopf (Jazz thing) zählt das erst melancholische dann optimistische Titelstück zu den Höhepunkten des Albums, ebenso das anschließende lebensfrohe „Leimert Park“ mit seiner vorwärtsstürmenden Stimmung, das er Herbie Hancocks bahnbrechender The-Headhunters-Rhythmusgruppe gewidmet hat. Deren ultrafunkiges Feeling werde in einer afrikanisch anmutenden Melodie wunderbar von Childs am Fender Rhodes zusammen mit Harland und Glawischnig eingefangen. Eher meditativ sei der gesungene Titel Do You Know My Name, doch bis zum Ende der Platte sei die Musik leider eher statisch, ohne eine hörbare Vision.